# Carl Maximilian von Orff
Carl Maximilian von Orff (* 23. September 1828 in München; † 27. September 1905 ebenda) war ein bayerischer Generalmajor, Kartograf, Topograf und Geodät.

## Leben und Wirken
Carl Maximilian von Orff war ein Sohn des bayerischen Geheimen Kriegsrates Carl von Orff (1797–1874) und wurde im Königlichen Kadettenkorps ausgebildet. Er hatte eine besondere Befähigung für Mathematik und wurde als 23-jähriger Leutnant der Bayerischen Armee zur mathematischen Sektion des topographischen Bureaus kommandiert. Carl von Orff machte umfassende Geländeaufnahmen in der westlichen Pfalz und später auch Zenitdistanzmessungen in weiteren Gebieten Bayerns.
Als Hauptmann im topographischen Bureau des Generalquartiermeisterstabes machte er den Feldzug des Jahres 1866 mit, in dem er als Leiter der Feldtelegraphenabteilung eingesetzt wurde.
Seine Urlaubszeit verbrachte er an der Sternwarte Bogenhausen bei Johann von Lamont, der ihn förderte und zu weiteren astronomisch-geodätischen Studien und Beobachtungen anregte.
1867 wurde er Dozent für reine und angewandte höhere Mathematik an der damals neu gegründeten Bayerischen Kriegsakademie.
Im Jahre 1868 erfolgte seine Beförderung zum Major und Carl Maximilian von Orff wurde zum Direktor des topographischen Bureaus ernannt.
Auf ihn geht die Neubearbeitung und Herausgabe der Blätter 1:50 000 des topographischen Atlas von Bayern sowie der Blätter 1:250 000 der Karte von Südwestdeutschland (Generalquartiermeisterstabskarte) zurück. Für die Karte 1:100 000 des Deutschen Reiches bearbeitete er den bayerischen Anteil. Darüber hinaus war er für die Ausrüstung der bayerischen und teilweise auch der preußischen Armee mit Kriegskarten während des Feldzuges 1870/71 verantwortlich. 1872 wurde er zum Oberstleutnant und 1880 zum Oberst befördert.
Als Geodät ist die Bearbeitung des von dem K. B. Katasterbureau herausgegebenen großen Werkes: Die bayerische Landesvermessung in ihrer wissenschaftlichen Grundlage seine größte Leistung.
Nachdem er mittlerweile (1885) zum Generalmajor befördert war und 44 Jahre in der Armee gedient hatte, ersuchte Carl Maximilian von Orff im Jahr 1890 wegen seiner nachlassenden Sehkraft um Versetzung in den Ruhestand, setzte jedoch als Generalmajor a. D. und Privatgelehrter sowohl seine Dozententätigkeit an der Kriegsakademie als auch seine Arbeiten im Bereich der Geodäsie weiter fort.
Nach dem Tod 1894 von Karl Maximilian von Bauernfeind gehörte Orff für den Bereich der geodätischen Fragen der bayerischen Kommission für die europäische und internationale Erdmessung an und hat noch bis kurz vor seinem Tode die Erdmessungsarbeiten in Bayern geleitet.
Am 31. Mai 1883 wurde Carl Maximilian von Orff als Mitglied (Matrikel-Nr. 2388) in die Deutsche Akademie der Naturforscher Leopoldina und 1894 als ordentliches Mitglied in die Bayerische Akademie der Wissenschaften aufgenommen. Er war Mitglied der Astronomischen Gesellschaft.
Die philosophische Fakultät der Ludwig-Maximilians-Universität München ernannte ihn 1883 in Würdigung seiner Verdienste um die Wissenschaft zum Ehrendoktor (Dr. phil. h. c.).
Carl Maximilian von Orff war verheiratet mit Fanny Kraft (1833–1919). Der Sohn Heinrich (1869–1949), ein bayerischer Offizier, war der Vater des Komponisten Carl Orff.
Mit dem bayerischen Mediziner und Leiter der Münchner Hebammenschule Gottfried Karl von Orff besteht Verwandtschaft: Gemeinsamer Vorfahre ist Johann Caspar Orff († 1772), der Großvater von Gottfried Karl von Orff und Ur-Ur-Großvater von Carl Maximilian von Orff. Mit bayerischen General der Infanterie Karl von Orff besteht keine Blutsverwandtschaft, da sein Vater von ebenjenem Gottfried Karl von Orff adoptiert wurde.

## Schriften
- Die bayerische Landesvermessung in ihrer wissenschaftlichen Grundlage. Straub, München 1873 Digitalisat
- Bestimmung der geographischen Breite der kgl. Sternwarte bei München nach der Talcott'schen Methode und mit dem Passage-Instrument im ersten Vertical. München 1877 Digitalisat